# El Espinal (Colombia)
El Espinal è un comune della Colombia facente parte del dipartimento di Tolima.
Il centro abitato venne fondato da Antonio Vásquez Forero e Juan Manuel Moya nel 1754.